# Larimore (Dakota del Norte)
Larimore es una ciudad ubicada en el condado de Grand Forks en el estado estadounidense de Dakota del Norte. En el censo de 2010 tenía una población de 1346 habitantes y una densidad poblacional de 874,9 personas por km².

## Geografía
Larimore se encuentra ubicada en las coordenadas 47°54′33″N 97°37′38″O / 47.90917, -97.62722. Según la Oficina del Censo de los Estados Unidos, Larimore tiene una superficie total de 1.54 km², de la cual 1.54 km² corresponden a tierra firme y (0%) 0 km² es agua.

## Demografía
Según el censo de 2010, había 1346 personas residiendo en Larimore. La densidad de población era de 874,9 hab./km². De los 1346 habitantes, Larimore estaba compuesto por el 92.35% blancos, el 0.82% eran afroamericanos, el 1.63% eran amerindios, el 0.37% eran asiáticos, el 0% eran isleños del Pacífico, el 2.67% eran de otras razas y el 2.15% pertenecían a dos o más razas. Del total de la población el 4.23% eran hispanos o latinos de cualquier raza.